# Dobrepolje község
Dobrepolje község (szlovén nyelven Občina Dobrepolje) Szlovénia 212 alapfokú közigazgatási egységének, azaz községének egyike a Közép-Szlovénia statisztikai régióban. Adminisztratív központja Videm. A község a történelmi Alsó-Krajna régió része. 

## A községhez tartozó települések
A községhez Videm székhelyen kívül a következő települések tartoznak:
- Bruhanja Vas
- Cesta
- Četež pri Strugah
- Hočevje
- Kolenča Vas
- Kompolje
- Lipa
- Mala Vas
- Paka
- Podgora
- Podgorica
- Podpeč
- Podtabor
- Ponikve
- Potiskavec
- Predstruge
- Pri Cerkvi–Struge
- Rapljevo
- Tisovec
- Tržič
- Vodice
- Zagorica
- Zdenska Vas

## Népesség
| Lakosok száma | 3763 | 3828 | 3927 | 3958 | 3942 | 3915 | 3897 | 3891 | 3838 | 3894 |
|               | 2008 | 2009 | 2011 | 2012 | 2013 | 2015 | 2016 | 2017 | 2019 | 2020 |